# 37-es busz (Győr)
A győri 37-es jelzésű autóbusz a Révai Miklós utca és a Gyirmót, Papréti út megállóhelyek között közlekedik. A vonalat a Volánbusz üzemelteti.

## Közlekedése
Csak munkanapokon közlekedik, a reggeli és a délutáni csúcsidőben.

## Útvonala
| Gyirmót, Papréti út felé | Révai Miklós utca felé |
| --- | --- |
| Révai Miklós utca – Révai Miklós utca – Városház tér – Szent István út – Baross Gábor híd – Baross Gábor út – Wesselényi utca – Buda utca – Tihanyi Árpád út – Vasvári Pál utca – Szent Imre út – – – Királyszék út – Aba Sámuel út – Malom utca – Szent László út – Gyirmót, Papréti út | Gyirmót, Papréti út – Szent László út – Malom utca – Aba Sámuel út – Királyszék út – – – Szent Imre út – Vasvári Pál utca – Tihanyi Árpád út – Eszperantó út – Bartók Béla út – Hunyadi utca – Baross Gábor híd – Szent István út – Gárdonyi Géza utca – Révai Miklós utca – Révai Miklós utca |

## Megállóhelyei
| 0  | Révai Miklós utca végállomás                                     | 32 | 41 | 1, 1A, 2, 2B, 5, 5B, 5R, 6, 7, 8, 8B, 9, 9A, 11, 12, 12A, 14, 14B, 15, 15A, 17, 17B, 19, 19A, 21, 21B, 22, 22A, 22B, 22Y, 29, 30, 30A, 30B, 30Y, 31, 31A, 38, 38A, 42, CITY Távolsági járatok S10 G10 , IC, InterRégió, EC, EN, ER, gyorsvonat, expresszvonat, | Győr Helyi autóbusz-állomás, Bisinger József park, Posta, Városháza, Kormányablak |
| ∫  | Gárdonyi Géza utca                                               | 31 | 40 | 6, 7, 8, 8B, 10, 11, 11Y, 12, 12A, 14, 14B, 15, 15A, 30, 30A, 30B, 30Y, 31, 31A, 42, CITY | Győr-Moson-Sopron Vármegyei Kereskedelmi és Iparkamara, GYSZSZC Deák Ferenc Közgazdasági Szakgimnáziuma, Révai Parkolóház, Bisinger József park |
| 1  | Városháza (↓) Baross Gábor híd, belvárosi hídfő (↑) Városközpont | 29 | 38 | 1, 1A, 2, 2B, 5, 5B, 5R, 6, 7, 8, 8B, 9, 9A, 11, 12, 12A, 14, 14B, 15, 15A, 17, 17B, 19, 19A, 21, 21B, 22, 22A, 22B, 22Y, 29, 30, 30A, 30B, 30Y, 31, 31A, 38, 38A, 42, CITY Távolsági járatok S10 G10 , IC, InterRégió, EC, EN, ER, gyorsvonat, expresszvonat, | Győr Városháza, 2-es posta, Honvéd liget, Révai Miklós Gimnázium, Földhivatal, Megyeháza, Győri Törvényszék, Büntetés-végrehajtási Intézet, Richter János Hangverseny- és Konferenciaterem, Vízügyi Igazgatóság, Zenés szökőkút, Bisinger József park, Kormányablak |
| 4  | Buda utca (↓) Bartók Béla út, munkaügyi központ (↑)              | 27 | 35 | 1, 1A, 2, 2B, 5, 5B, 5R, 6, 7, 9, 9A, 19, 19A, 21, 21B, 38, 38A | Vasútállomás, Helyközi autóbusz-állomás, Munkaügyi központ, Volánbusz Zrt. forgalmi iroda, Leier City Center, Posta |
| ∫  | Nádor aluljáró                                                   | 25 | 33 | 19, 19A | LIDL, Volánbusz Zrt., Vám- és Pénzügyőrség Regionális Ellenőrzési Központ, Deák Ferenc Szakközépiskola |
| 6  | Malom liget                                                      | 24 | 31 | 9, 9A, 11, 11Y, 15, 19, 19A, 32, 34, 36 | Malom liget |
| 7  | Török István utca                                                | 23 | 30 | 11, 11Y, 15 | Kossuth Zsuzsanna Leánykollégium, Vásárcsarnok |
| 9  | Tihanyi Árpád út, kórház                                         | 21 | 27 | 2, 2B, 11, 11Y, 14, 14B, 25, 32, 34, 36, 38, 38A | Petz Aladár Egyetemi Oktató Kórház, Vuk Óvoda, Fekete István Általános Iskola, Kassák úti Bölcsőde |
| 11 | Vasvári Pál utca, kórház, főbejárat                              | 19 | 24 | 6, 11, 11Y, 14, 14B, 23, 23A, 24, 25, 26, 28, 32, 34, 36 | Petz Aladár Egyetemi Oktató Kórház, Győr Plaza, Nemzeti Adó- és Vámhivatal Nyugat-dunántúli Regionális Bűnügyi Igazgatósága |
| 13 | Szent Imre út, Nádas Ernő utca                                   | 17 | 22 | 5, 5B, 5R, 14B | |
| 14 | Nádorvárosi köztemető                                            | 16 | 21 | 14B, 20Y, 32, 34, 36 | Nádorvárosi köztemető |
| 15 | 83-as út, Szentlélek templom                                     | 14 | 19 | 20Y, 32, 34, 36 | Nádorvárosi köztemető, Szentlélek templom, Győri Műszaki Szakképzési Centrum Pattantyús-Ábrahám Géza Ipari Szakgimnáziuma és Szakközépiskolája |
| 17 | Győrújbaráti elágazás (Korábban: Pápai úti vámház)               | 13 | 18 | 1, 20Y, 21, 21B, 22, 22B, 22Y, 32, 34, 36 | MÖBELIX, ALDI, Family Center |
| 18 | 83-as út, TESCO áruház                                           | 11 | 16 | 1, 20Y, 21, 21B, 22, 22B, 22Y, 32, 34, 36 | TESCO Hipermarket, Family Center, KIKA, ALDI |
| 20 | Decathlon áruház                                                 | 10 | 13 | 1, 20Y, 21, 21B, 22, 22B, 22Y, 34, 36 | Decathlon Áruház, Reál Élelmiszer |
| 22 | Ménfőcsanak, Királyszék út                                       | 8  | 10 | 1, 20Y, 21, 21B, 22, 22B, 22Y, 32, 34, 36 | Ménfőcsanak felső |
| 23 | Aba Sámuel utca                                                  | 7  | 8  | 1, 20Y, 22, 22B | |
| 26 | Tavirózsa utca (tanösvény)                                       | 5  | 6  | 1 | |
| 27 | Sárkereki út                                                     | 4  | 4  | 1 | |
| 28 | Ménfői út                                                        | 3  | 3  | 1 | Malomsziget |
| 29 | Gyirmót, központ                                                 | 2  | 2  | 1 | Szent László király templom, Posta |
| 31 | Gyirmót, Papréti út                                              | 0  | 0  | 1 | Gyirmóti temető |

1. ↑  Egyes járatok kiemelt csúcsidei menetidővel közlekednek.